# 東身内谷駅
東身内谷駅（ひがしみうちだにえき）は、かつて福岡県田川郡（現・田川市）にあった鉄道院田川線（現・日田彦山線）の貨物駅（廃駅）である。貨物支線の廃線に伴い、1914年（大正3年）9月3日に廃駅となった。

## 歴史
- 1909年（明治42年）1月1日 - 開業[1]。
- 1914年（大正3年）9月3日 - 貨物支線の廃線に伴い廃止[1]。

## 隣の駅
鉄道院
田川線（貨物支線）
後藤寺駅 - 東身内谷駅